# Christian Heidecke

Christian Heidecke

Christian Heidecke (* 16. Mai 1837 in Dietersdorf (Südharz); † 17. November 1925 in Saalburg an der Saale) war ein deutscher Architekt.

## Leben
Heidecke absolvierte zunächst eine Lehre als Maurer und Zimmermann. Mit zwanzig Jahren verließ er seine Heimat. In Berlin arbeitete er im Atelier von Adolf Lohse. 1862 wurde er an der Berliner Bauakademie immatrikuliert, Johann Heinrich Strack und Richard Lucae waren seine Lehrer. 1865 machte er sich als Architekt selbstständig. Mit edlen Wohnbauten wurde Heidecke schnell zum beliebtesten Villenarchitekten der großbürgerlichen Gesellschaft.
1867 trat er dem Architekten-Verein zu Berlin bei. 1888 war er Mitbegründer der Saalburger Marmorwerke, die er zu einem bedeutenden Betrieb ausbaute. Zu seinem 70. Geburtstag erschien im Wochenblatt des Architekten-Vereins Nr. 25 von 1907 eine Würdigung: „Persönlich ist Christian Heidecke ein Mann von großer Liebenswürdigkeit, lauterstem Charakter und seltener Bescheidenheit, der nie nach äußerer Ehre und Anerkennung getrachtet hat, doch war und ist er immer am Platze, wo es gilt zu raten und zu helfen. Gewohnt an sich die höchsten Anforderungen zu stellen und dann zu glauben, er habe doch nur seine Pflicht getan, beurteilt er fremde Leistungen stets von der günstigsten Seite, und er wird nie eine zu abfällige Kritik eines Werkes von Berufsgenossen unwidersprochen lassen.“ Heidecke trug den Ehrentitel eines Königlichen Baurats.

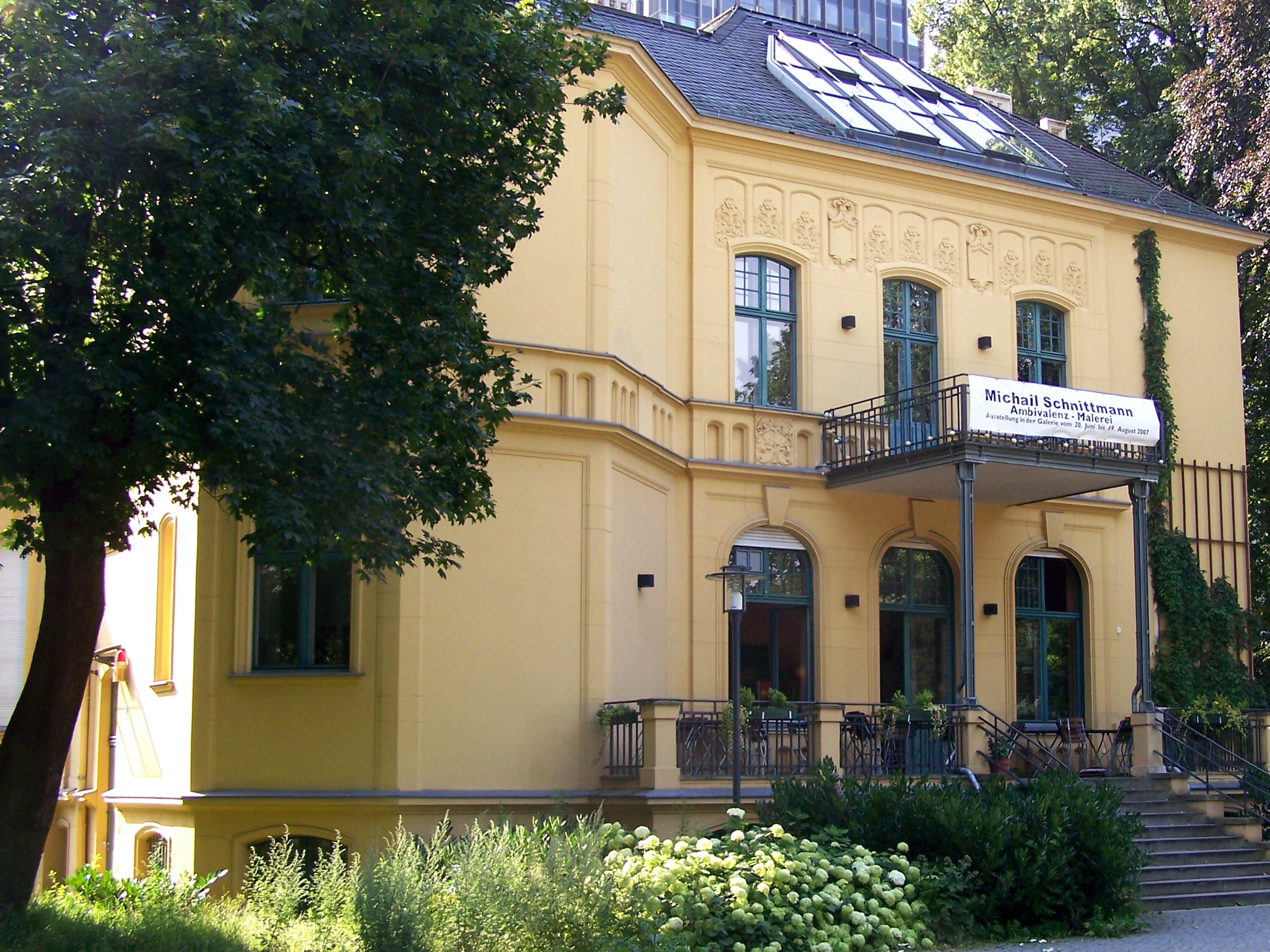
Schwartzsche Villa

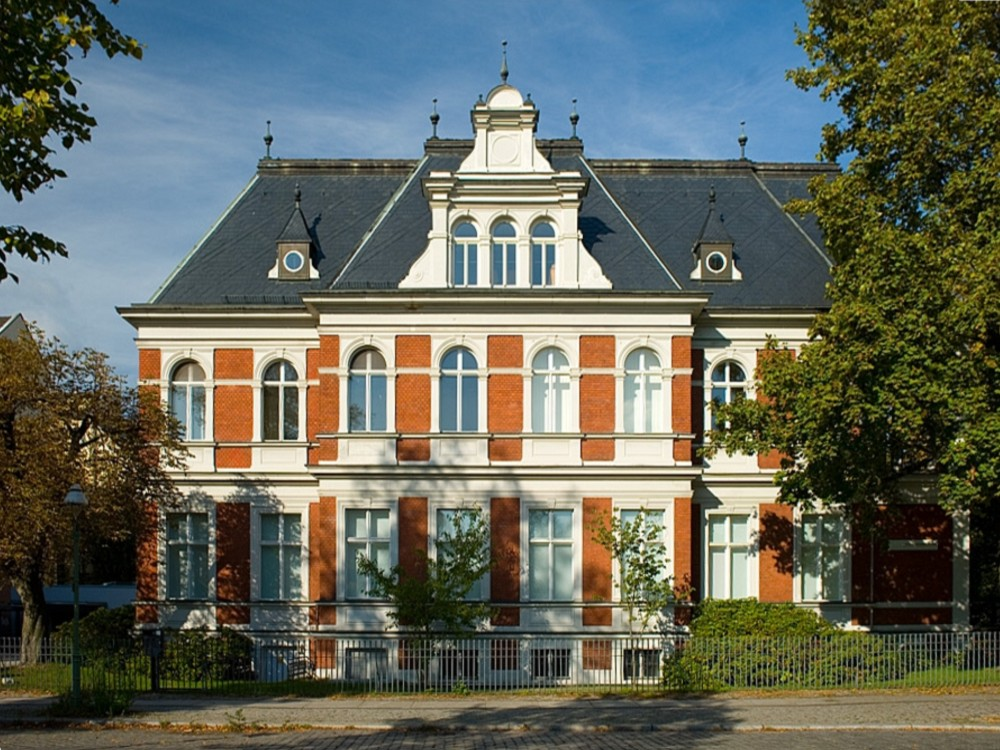
Villa Oppenheim (Berlin)

Heidecke errichtete zwischen 1895 und 1896 in Steglitz für den Bankier Carl Schwartz die Schwartzsche Villa, die im Februar 1898 eingeweiht wurde. In diesem vielfältig kulturell genutzten Gebäude befinden sich heute unter anderem eine Galerie und ein Café. In der Tiergartenstraße 3 baute er 1875 die Villa für Kommerzienrat Salomon Lachmann, in Nr. 3a für den Bankier Valentin Weisbach, in Nr. 4 für Georg Liebermann, in Nr. 16  für den Unternehmer Adolf Liebermann sowie für den Bankier Sigismund Born das Landhaus Volckaert in Nr. 6 um. In der Rauchstraße 10 errichtete er die Villa Hirschberg und in der Schadowstraße 6–7 die Ressource von 1794 / Kaufmännische Ressource.
In Charlottenburg entwarf er die Villa Oppenheim im Neorenaissancestil, in der sich heute das Museum Charlottenburg-Wilmersdorf befindet, das sich der Erforschung und Vermittlung der Stadtgeschichte des Bezirks und der Berliner Kulturgeschichte widmet.
Nach seinen Plänen wurde bis 1887 das Logenhaus der Großen National-Mutterloge „Zu den drei Weltkugeln“ erweitert und umgebaut.
Christian Heidecke starb 1925 im Alter von 88 Jahren in Saalburg an der Saale und wurde auf dem Alten St.-Matthäus-Kirchhof in Berlin-Schöneberg beigesetzt. Im Zuge der von den Nationalsozialisten 1938/1939 durchgeführten Einebnungen auf dem Friedhof wurden Heideckes sterbliche Überreste auf den Südwestkirchhof Stahnsdorf bei Berlin umgebettet. Auf seinem Grabstein steht: „Ein guter Mensch bringt Gutes hervor aus seinem guten Schatz des Herzens. (Ev. Matth. 12.35.)“

## Bauten
- 1896/97: Berlin-Tiergarten, Tiergartenstraße 8a, Villa für Benoit Oppenheim. Zerstört.[7]